# Caribbomerus exiguus
Caribbomerus exiguus là một loài bọ cánh cứng trong họ Cerambycidae.